# Vietnamees
Vietnamees, een toontaal, is de officiële taal van Vietnam. Het is de moedertaal van 87% van de bevolking van Vietnam en van ongeveer twee miljoen Vietnamese emigranten. Hoewel het veel leenwoorden uit het Chinees bevat en het oorspronkelijk werd geschreven met Chinese karakters, wordt het gerekend tot de Austroaziatische talen. Van deze talengroep heeft het Vietnamees de meeste sprekers (tien keer zo veel als het Khmer, de taal die wat het aantal sprekers betreft op de tweede plaats staat).

## Geschiedenis
Het lijkt waarschijnlijk dat – in een ver verleden – het Vietnamees meer gemeen had met andere talen in de Austroaziatische taalfamilie, zoals buiging en een groter aantal medeklinkerclusters. Deze zijn geleidelijk aan uit de taal verdwenen. Het Vietnamees is waarschijnlijk sterk beïnvloed door zijn locatie in de Zuid-Aziatische sprachbund. Hierdoor heeft het enkele karakteristieken gekregen van een isolerende taal morfologie en tonogenese. Het is niet geheel zeker of deze kenmerken misschien al niet eigen waren aan het Proto-Austroaziatisch, maar ze kunnen worden teruggevonden in diverse andere, filologisch ongerelateerde talen uit Zuidoost-Azië. Zo hebben zowel het Thai (een Tai-Kadaitaal), het Tsat (een Malayo-Polynesische taal in de Austronesische taalfamilie), als het Vietnamees tonen ontwikkeld als fonemisch kenmerk, hoewel de talen waar ze van afstammen, dit kenmerk oorspronkelijk niet hadden.
De "voorvader" van de Vietnamese taal werd oorspronkelijk gesproken in de regio van de Rode Rivier in wat nu noordelijk Vietnam is. Gedurende de expansie van het Vietnamees en het Vietnamese volk naar het huidige centraal en zuidelijk Vietnam (door verovering van de oude natie Champa en het Khmervolk van de Mekongdelta in de buurt van waar nu Ho Chi Minhstad ligt) is de taal beïnvloed door Indische en Malayo-Polynesische talen.
Rond het midden van het eerste millennium van onze jaartelling kreeg het Chinees in politiek opzicht een dominante positie. Hierdoor kreeg het Vietnamees er een groot aantal Chinese leenwoorden bij, terwijl er ook sprake was van een tamelijk grote invloed op grammatica. Het Chinees was in Vietnam lange tijd het enige medium van literatuur en de taal van het bestuur, zodat deze taal veel invloed uitoefende op de heersende klasse, zodat een groot deel van de Vietnamese woordenschat tegenwoordig bestaat uit Sino-Vietnamese woorden of chữ Hán Việt.
Rond het begin van het tweede millennium won het Vietnamees stilaan aan prestige. De taal werd toen geschreven met Chinese karakters die zijn aangepast voor het Vietnamees (zie Chữ nôm) – vergelijkbaar met het Japanse kanji, het Koreaanse Hanja en de schriften van enkele andere talen uit de Chinese culturele invloedssfeer. Het nôm-schrift was op zijn hoogtepunt in de 18e eeuw, toen heel wat Vietnamese schrijvers en dichters hun werken schreven in het chữ nôm – bijvoorbeeld Nguyễn Du en Hồ Xuân Hương bijgenaamd "de Koningin van de nôm-poëzie.
Toen er steeds veelvuldiger contacten met West-Europa kwamen, werd in de 17e eeuw een transcriptie in het Latijnse alfabet ontwikkeld – quốc ngữ – door Portugezen en andere Europeanen die bezig waren met kerstening of handel in Vietnam. Toen Frankrijk Vietnam in de late 19e eeuw veroverde, ging het Frans het Chinees als officiële taal in onderwijs en regering vervangen. Het Vietnamees nam toen ook veel Franse woorden over, zoals đầm (dame), ga (treinstation) en va-li (valise). Daarbij werden er ook heel wat nieuwe Sino-Vietnamese woorden gecreëerd voor westerse ideeën die de Fransen met zich meebrachten. Het gelatiniseerde quoc ngu kreeg echter pas in het begin van de 20e eeuw de overhand, toen het onderwijs wijder verspreid werd en dit eenvoudiger schrift geschikter werd bevonden voor onderwijs aan en communicatie met de bevolking.

## Classificatie
Het Vietnamees maakt deel uit van de Viet-Muonggroep van de Mon-Khmertak van de Austroaziatische taalfamilie. Deze familie bevat ook het Khmer, dat wordt gesproken in Cambodja.

## Spreiding
Volgens Ethnologue wordt het Vietnamees ook gesproken in Australië, Cambodja, Canada, China, Duitsland, Finland, de Filipijnen, Frankrijk, Ivoorkust, Laos, Martinique, Nederland, Nieuw-Caledonië, Noorwegen, Senegal, Thailand, het Verenigd Koninkrijk, de Verenigde Staten en in Vanuatu.

### Officiële status
Het Vietnamees is de officiële taal van Vietnam.

### Dialecten

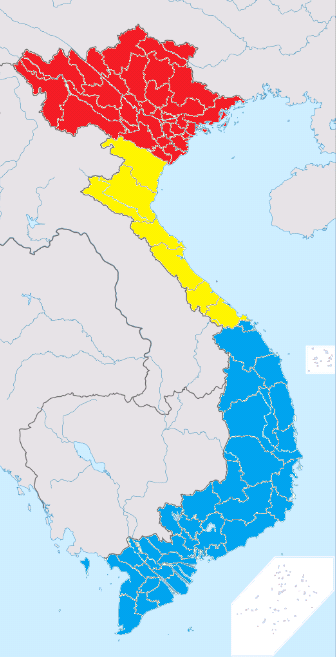
noord
centraal
zuid

Er zijn heel wat dialecten. De sprekers ervan verstaan elkaar gemakkelijk genoeg. De voornaamste drie zijn:
| Moderne naam        | Dialect van     | Oude naam     |
| ------------------- | --------------- | ------------- |
| Noord-Vietnamees    | Hanoi (Hànội)   | Tonkinees     |
| Centraal-Vietnamees | Hué (Huế)       | Hoog Annamees |
| Zuid-Vietnamees     | Saigon (Sàigòn) | Cochinchinees |

Deze dialecten verschillen lichtjes in toon, hoewel het dialect van Hué ietwat meer verschilt van de andere. Het verschil tussen de hỏi- en de ngã-tonen is meer geprononceerd in de noordelijke dan in de zuidelijke dialecten. De huidige standaarduitspraak en –spelling zijn gebaseerd op het dialect van een geschoolde spreker van Hanoi.

## Klanken
Voor een gedetailleerdere beschrijving van de Vietnamese klankeninventaris (in fonetisch schrift), zie Vietnamese fonologie.

### Klinkers
Zoals andere Zuidoost-Aziatische talen heeft het Vietnamees een relatief groot aantal klinkers (zoals ook het Nederlands). Onderstaand is een tabel van de klinkers zoals ze voorkomen en worden uitgesproken in Hanoi. In andere regio's van Vietnam kan dit anders in elkaar zitten.
|            | Voor | Centraal | Achter |
| ---------- | ---- | -------- | ------ |
| Hoog       | i    | ư        | u      |
| Middenhoog | ê    |          | ô      |
| Middenlaag | e    | ơ / â    | o      |
| Laag       |      | a / ă    |        |

Alle klinkers zijn ongerond, behalve u, ô, en o. De klinkers â en ă worden veel korter uitgesproken dan de andere klinkers. Ơ en â worden dus feitelijk op dezelfde manier uitgesproken, behalve dat ơ lang is en â kort – idem dito voor a (lang) en ă (kort).
De relatie tussen spelling en uitspraak is redelijk complex. Zo wordt i bijvoorbeeld vaak geschreven als y.
Naast deze zuivere klinkers heeft het Vietnamees heel wat tweeklanken. Drie hiervan bestaan uit een klinker plus â. Deze zijn iâ (geschreven als ia of iê), uâ (geschreven als ua of uô) en ưâ (geschreven als ưa of ươ). De eerste spellingswijze tussen de haakjes wordt gebruikt aan het eind van een lettergreep, de tweede enkel als er nog een medeklinker achter komt. De andere tweeklanken bestaan uit een klinker plus een halfklinker. De twee halfklinkers die voorkomen zijn /j/ (y of i) en /w/ (u of o). Deze halfklinkers kunnen volgen op de drie eerste tweeklanken, zodat drieklanken ontstaan.

### Tonen
In het Vietnamees worden alle klinkers uitgesproken met een inherente toon. Deze onderscheiden zich in:
- toonhoogte
- lengte
- melodie
- intensiteit
- glottaliteit (met of zonder opgespannen stembanden)

Toon wordt aangeduid door diakritische tekens boven of onder de klinker. De zes tonen in de noordelijke dialecten (waaronder dat van Hanoi) zijn:
| Naam            | Beschrijving         | Diakritisch teken | Voorbeeld                          | Audio |
| --------------- | -------------------- | ----------------- | ---------------------------------- | ----- |
| ngang 'vlak'    | hoog en vlak         | (geen)            | ma 'geest'                         | aⓘ    |
| huyền 'hangend' | laag en dalend       | `                 | mà 'maar'                          | àⓘ    |
| sắc 'scherp'    | hoog en stijgend     |                   | má 'wang, moeder (zuidelijk)'      | áⓘ    |
| hỏi 'vragend'   | duikend en stijgend  | ̛                  | mả 'tombe, graf'                   | ảⓘ    |
| ngã 'duikelend' | gebroken en stijgend | ˜                 | mã 'paard (Sino-Vietnamees), code' | ãⓘ    |
| nặng 'zwaar'    | gespannen            | ̣                  | mạ 'jonge rijstplant'              | ạⓘ    |

### Medeklinkers
De medeklinkers met het Hanoise accent staan hieronder in quoc ngu spelling.
Merk op dat sommige medeklinkers met slechts één letter worden geschreven (zoals de stemloze, bilabiale plofklank – p) en andere met twee (zoals de aangeblazen, alveolaire plofklank – th) en dat sommige meerdere spellingswijzen hebben (zoals de palatale plofklank – ch of tr).
|            |                              | Bilabiaal (labiovelair) | Labiodentaal | Alveolair | Palataal | Velair | Glottaal |
| ---------- | ---------------------------- | ----------------------- | ------------ | --------- | -------- | ------ | -------- |
| Plofklank  | Stemloos en niet aangeblazen | p                       |              | t         | ch/tr    | c/k/q  |          |
| Plofklank  | Stemhebbend en aangeblazen   |                         |              | th        |          |        |          |
| Plofklank  | Stemhebbende imlosief        | b                       |              | đ         |          |        |          |
| Neusklank  |                              | m                       |              | n         | nh       | ng     |          |
| Wrijfklank | Stemloos                     |                         | ph           | x/s       |          | kh     | h        |
| Wrijfklank | Stemhebbend                  |                         | v            | d/r       |          | g      |          |
| Glijklank  | Centraal                     | u/w                     |              |           | i/y      |        |          |
| Glijklank  | Lateraal                     |                         |              | l         |          |        |          |

De medeklinkers van het dialect van Ho Chi Minhstad verschillen enigszins van die van Hanoi en enkele andere noordelijke regio's. Zo stellen tr en ch in het accent van Hanoi dezelfde klank voor, terwijl ze in Ho Chi Minhstad en andere zuidelijke en centrale regio's verschillend worden uitgesproken.
|            |                              | Bilabiaal (labiovelair) | Labiodentaal | Alveolair | Retroflex | Palataal | Velair | Glottaal |
| ---------- | ---------------------------- | ----------------------- | ------------ | --------- | --------- | -------- | ------ | -------- |
| Plofklank  | Stemloos en niet aangeblazen | p                       |              | t         | tr        | ch       | c/k/q  |          |
| Plofklank  | Stemloos en aangeblazen      |                         |              | th        |           |          |        |          |
| Plofklank  | Stemhebbende imlosief        | b                       |              | đ         |           |          |        |          |
| Neusklank  |                              | m                       |              | n         |           | nh       | ng     |          |
| Wrijfklank | Stemloos                     |                         | ph           | x         | s         |          | kh     | h        |
| Wrijfklank | Stemhebbend                  |                         |              |           | r         |          | g      |          |
| Glijklank  | Central                      | u/w                     |              |           |           | i/y      |        |          |
| Glijklank  | Lateraal                     |                         |              | l         |           |          |        |          |

## Grammatica

### Buiging en afleiding
Het Vietnamees gebruikt geen buiging, maar is volledig isolerend. Verdubbeling komt wel veel voor. Voor zaken die in bijvoorbeeld het Nederlands met buiging worden aangeduid, gebruikt het Vietnamees aparte woorden. Zo heeft men đã voor de verleden tijd, những en các voor het meervoud enzovoort. Dit wordt zelfs gebruikt voor persoonlijke voornaamwoorden:
- bạn (jij algemeen) → các bạn (jullie)
- tôi (ik) → chúng tôi (wij)
- anh (jij voor iets oudere mannen) → anh ấy (hij) → các anh ấy (zij)

Er bestaan ook partikels voor afleidingen, zoals:
- biến mất (verdwijnen) → sự biến mất (verdwijning)
- mười (tien) → thứ mười (tiende)

### Topic-commentstructuur
Een belangrijke zinsstructuur in het Vietnamees is de topic-commentstructuur (Engels: gespreksonderwerp-commentaar). Dit houdt in dat hetgeen waarover een zin gaat, extra wordt benadrukt.
Bijvoorbeeld:
|                        | Sách này                                                         | thì                                                              | tôi đọc rồi.                                                     |
| Woordelijke vertaling: | Dat boek                                                         | (aanduiden van topic)                                            | ik heb al gelezen.                                               |
| Betekent:              | "Ik heb dat boek al gelezen." "Dat boek, dat heb ik al gelezen." | "Ik heb dat boek al gelezen." "Dat boek, dat heb ik al gelezen." | "Ik heb dat boek al gelezen." "Dat boek, dat heb ik al gelezen." |

Een veelgehoorde stelling is dat het Vietnamees een topic-prominente taal is. In dergelijke talen wordt bijvoorbeeld de passief slechts weinig gebruikt en onbepaalde onderwerpen (zoals in: "Het regent.") zijn er niet. Dit is inderdaad eveneens het geval in het Vietnamees.

### Klasserende lidwoorden
Er zijn niet echt lidwoorden (zoals de, het, een) maar klasserende lidwoorden, vergelijkbaar met die in het Chinees, die aanduiden tot welke semantische klasse een woord behoort. In het Vietnamees zijn deze:
- cái: concrete, dode voorwerpen
- con: meestal voor dieren, maar kan worden gebruikt voor voorwerpen met een karakteristiek van een dier (zoals con dao "het mes")
- bài: liederen, tekeningen, gedichten...
- bánh: cilindrische voorwerpen (wiel, taart...)
- bộ: groep
- cây: langwerpige voorwerpen (plant, geweer, stok...)
- chiếc: voorwerpen waar mensen in kunnen, maar geen gebouwen (stoel, auto, boot, hemd...)
- tòa: gebouwen
- quả of trái: bolvormige voorwerpen (planeten, aarde, vruchten...)
- quyển of cuốn: voorwerpen zoals boeken, tijdschriften...
- tờ: bladeren en fijne voorwerpen in papier
- việc: gebeurtenis, iets dat bezig is

Dus: quả đất of trái đất betekent de aarde, mặt đất is de grond en đất tout court betekent vuiligheid. In gesproken taal gebruikt men vaak cái als onbepaald lidwoord in de plaats van de klasserende lidwoorden.

### Voornaamwoorden
Het Nederlands kent een heleboel voornaamwoorden, zoals de persoonlijke: ik, jij, hij... Het Vietnamees kent die niet. Als men iemand aanspreekt, gebruikt men een woord dat de relatie tot deze persoon (respect, leeftijd, vertrouwelijkheid...) uitdrukt. Dit is een weerspiegeling van het Confucianisme. Beschouw bijvoorbeeld de volgende dialoog tussen een grootvader en zijn kleinzoon:
kleinzoon : Hoe gaat het met u?
grootvader : Met mij gaat het goed, ik dank je.
In het Vietnamees wordt dit ongeveer:
kleinzoon : Hoe gaat het met grootvader?
grootvader : Met grootvader gaat het goed, grootvader dankt kind .
Als men neutraal wil zijn, niet te beleefd en niet te informeel, (zoals in een gewone tekst, waarin men niemand in het bijzonder aanspreekt) gebruikt men bạn, wat "vriend" betekent. Men kan ook quý vị gebruiken, wat zeer formeel en rigide is. Tegen iemand die men heel goed kent of tegen een ondergeschikte zegt men ngươi of mày, maar bij verkeerd gebruik komen deze woorden nogal onbeleefd over.

### Verdubbeling
Verdubbeling of từ láy komt veel voor in het Vietnamees. Het komt erop neer dan een woord of een deel van een woord wordt herhaald, waardoor de betekenis enigszins wordt gewijzigd. Het wordt veelal gebruikt om een adjectief te versterken of te verzachten, alsook als literaire vorm (zoals alliteraties) in poëzie en dergelijke.
Een voorbeeld van verdubbeling als versterking van de betekenis is:
- mãi (altijd) → mãi mãi (echt wel altijd)
- vọi (zeer, erg) → vòi vọi (heel erg)

En van verzwakking:
- xanh (blauw of groen) → xanh xanh (blauw- of groenachtig)
- lạnh (koud) → lành lạnh (frisjes)

### Buitenlandse plaatsnamen
Buitenlandse plaatsnamen worden soms getranscribeerd uit het Chinees, soms fonetisch geschreven, soms beide dooreen.
- Voorbeelden van transcriptie uit het Chinees:
  - Canada : Gia Nã Đại
  - Spanje : Tây Ban Nha
  - Japan : Nhật Bản
  - Mexico : Mễ Tây Cơ
  - Mongolië : Mông Cổ
  - Iran : Ba Tư
  - Portugal : Bồ Đào Nha
  - Turkije : Thổ Nhĩ Kỳ
- Voorbeelden van fonetische transcriptie:
  - Canada : Ca-na-đa
  - Mexico : Mê-hi-cô

## Schrift
Thans wordt het Vietnamees geschreven met het quốc ngữ (nationaal schrift), dat gebaseerd is op het Latijnse alfabet. Oorspronkelijk was het schrift een transliteratie, in de 17e eeuw geïntroduceerd door de Franse jezuïet en missionaris Alexandre de Rhodes (1591-1660) en gebaseerd op het werk van Portugese missionarissen. Tijdens de Franse bezetting in de 19e eeuw werd het populairder en in de late 20e eeuw werd bijna alles geschreven in quoc ngu.
De eerste twee Vietnamese schriften waren gebaseerd op het Chinese schrift:
- de standaard ideografische Chinese karakterset Chữ Nho (geleerdenschrift, 字儒): gebruikt om Klassiek Chinees mee te schrijven
- de ingewikkeldere variant chữ nôm (zuiders/plaatselijk schrift) met karakters die niet behoren tot het Chinese schrift; dit systeem past beter bij het unieke fonetische systeem van het Vietnamees, dat enigszins verschilt van dat van het Chinees

Het authentieke Chinese schrift – chữ nho – werd wijder gebruikt, terwijl het chu nom vooral werd gebruikt door de geschoolde elite (Men moest chu nho kunnen lezen om chu nom te kunnen). Beide schriften zijn buiten gebruikt geraakt. Chu nom is bijna helemaal verdwenen.
Getuige het rijke tonale systeem en de vele tweeklanken en drieklanken die dienen om eenlettergrepige woorden te kunnen onderscheiden was het Vietnamees oorspronkelijk een monosyllabische taal . Heden ten dage bestaat meer dan de helft van de woordenschat uit samenstellingen.

## Computerondersteuning
Unicode bevat alle karakters die nodig zijn om Vietnamees te schrijven. Er bestaan ook enkele codepagina’s die dienen om Vietnamese tekst voor te stellen, zoals VISCII en CP1258.
Wanneer ASCII wordt gebruikt, wordt het Vietnamees meestal getypt met de VIQR-conventie.

## Voorbeelden
Deze tekst komt uit de eerste zes lijnen van Kim Vân Kiều (金雲翹), een episch gedicht van de beroemde dichter Nguyễn Du (阮攸) (1765-1820). Het was oorspronkelijk geschreven in chu nom en is tegenwoordig algemeen gekend in Vietnam.
Trăm năm trong cõi người ta,
Chữ tài chữ mệnh khéo là ghét nhau.
Trải qua một cuộc bể dâu,
Những điều trông thấy mà đau đớn lòng.
Lạ gì bỉ sắc tư phong,
Trời xanh quen thói má hồng đánh ghen.
Eerste 224 verzen (in het Vietnamees) (voor de volgende verzen: klik op câu 225 - 416 enz.)

### Nederlandse vertaling
Honderd jaar, in die korte spanne van het leven van een mens,
Worden Talent en Lot in bittere strijd gebalanceerd.
Oceanen veranderen in braamvelden,
Een desolaat gezicht.
Meer gaven, minder kansen, aldus is de wet van de Natuur,
En de blauwe hemel staat erom gekend jaloers te zijn van roze kaakjes.